# 반론산
반론산(半論山)은 대한민국 강원특별자치도 정선군 여량면 여량리, 고양리, 봉정리에 걸쳐 있는 해발 1,068미터의 산이다.
반론산에 서식하는 철쭉나무 및 분취류 자생지가 천연기념물 제348호로 지정되어 보호되고 있다.